# Empire State Open
O Empire State Open foi um torneio de golfe do PGA Tour, que decorreu entre os anos de 1950 e 1952 em Albany, Nova Iorque. Em 1950, Skip Alexander vence Kay Laffoon em um playoff de 18 buracos. Em 1951, Buck White vence Doug Ford por duas tacadas de vantagem. Em 1952, Jim Ferreir sagra-se campeão ao vencer Sam Snead com seis tacadas de vantagem.